# Чемпионат Беларуси по шашечной композиции 2014
Чемпионат Белоруссии по шашечной композиции 2014 года, оригинальное название — Второй этап XVII чемпионата Беларуси по шашечной композиции — национальное спортивное соревнование по шашечной композиции. Организатор — комиссия по композиции Белорусской Федерации Шашек. Соревнования проходили заочно с 1 мая 2014 года по 20 декабря 2014 года.
Выполнившим квалификационные разрядные нормы, согласно действующей ЕСК РБ, могли присваиваться разряды и звания по шашечной композиции.

## О турнире
Начиная с 1991 года, белорусские чемпионаты стали проводиться раз в два года, при этом разделив соревнования по русским и международным шашкам на ежегодные этапы чемпионата. Суммирования очков этапов не производилось. Таким образом, в XVII чемпионате Беларуси по шашечной композиции на 1-м этапе в 2013-м соревновались в русские шашки, а на 2-м этапе — в международные.
Чемпионат проводился в целях:
- Выявления лучших произведений, созданных за период с 10 апреля 2012 г. по 10 апреля 2014 г.;
- Определения сильнейших шашечных композиторов республики за указанный период;
- Повышения мастерства шашечных композиторов;
- Популяризации шашек средствами шашечной композиции.

Соревнования проводились в 5 дисциплинах: миниатюры, проблемы, дамочные проблемы, задачи, этюды.
Каждый участник может представить на чемпионат в каждом из разделов не более шести произведений (композиций), созданных самостоятельно или в соавторстве, новых или опубликованных после 10 апреля 2012 года. Если композиция является исправлением ранее забракованной, то автор должен привести первое место публикации позиции, которая исправляется и саму позицию с решением. Исправление и углубление ранее составленных и опубликованных композиций в сроках не ограничивается, но если она уже участвовала в чемпионатах Беларуси и получала положительную оценку, то предшествовавшая позиция будет рассматриваться как ИП. Допускались композиции, которые ошибочно не были оценены в предыдущих соревнованиях.
Коллективное произведение шло в зачет соавтору, представившему это произведение на данное соревнование. Композиции высылаются, как обычной, так и электронной почтой с полным решением в краткой записи: указанием композиционных ветвей, ложных следов и других комментариев, финалов в задачах, а также первоисточника, участия в других соревнованиях и полученных оценок. Для новых композиций указывается, что они не опубликованы.
Судейская бригада не имела право принимать участие ни в одном из разделов.
Соревнование проводилось по Кодексу шашечной композиции, вступившего в силу с 1 июля 2004 года. В разделе «дамочные проблемы» соревнование проводилось по правилам шашечной композиции CPI FMJD.

## Судейская коллегия
Состав:
- координатор — Александр Коготько (Беларусь)
- по три судьи в каждом разделе —

Этюды-100
Судьи: Михаил Цветов (Израиль), Алекс Моисеев (США), Александр Катюха (Украина)
Задачи-100
Судьи: Юрий Голиков, Александр Полевой (Израиль), Александр Резанко (Беларусь)
Миниатюры — 100
Судьи: Геннадий Андреев (Латвия), Иван Ивацко (Украина), Валдас Беляускас (Литва)
Проблемы — 100
Судьи: Григорий Шестериков (Россия), Алекс Моисеев (США), Михаил Левандовский (Украина)
Дамочные проблемы — 100
Судьи:

## Подведение итогов
Победители каждого раздела чемпионата определялись по сумме очков четырёх лучших (зачетных) композиций. При равенстве этих показателей победитель определяется по:
а) более высокой оценке лучшего произведения;
б) при равенстве этого показателя по более высокой оценке второго произведения за лучшим и т.д

## Ход турнира
В чемпионате участвовали 16 авторов, представившие 246 шашечных произведений.
Призёрами в пяти разделах стали: Виктор Шульга, Николай Грушевский (оба Минск), Дмитрий Камчицкий (Могилев) — в разделе дамочные проблемы; Пётр Матус, Анатолий Шабалин (оба Минск), Николай Бобровник (Мозырь) — в задачах; Александр Сапегин (Мстиславский район), Н. Грушевский, Петр Кожановский (Пинский район) — в миниатюрах; А. Сапегин, Пётр Шклудов (Новополоцк), Александр Ляховский (Жодино) — в проблемах; В. Шульга, Д. Камчицкий, П. Кожановский — в этюдах.

## Спортивные результаты
Миниатюры-100.
 Александр Сапегин — 24,325 очков.  Николай Грушевский — 22,75. Пётр Кожановский — 19,75. 4. Виктор Шульга — 19,5. 5. Александр Ляховский — 15,75. 6. Александр Коготько — 14,5. 7. Дмитрий Камчицкий — 13,75. 8. Пётр Шклудов — 13,125. 9. Николай Крышталь — 12,625. 10. Григорий Кравцов — 12,5. 11.Виталий Ворушило — 8,125. 12. Николай Лешкевич — 4,75.
Проблемы-100.
 Александр Сапегин — 29,35.  Пётр Шклудов — 25,75.  Александр Ляховский— 24,65. 4. Николай Грушевский — 22,675. 5. Пётр Кожановский — 22,525. 6. Николай Крышталь — 22,125. 7. Виталий Ворушило — 19,825. 8. Александр Коготько — 17,0. 9. Григорий Кравцов — 15,25. 10. Дмитрий Камчицкий — 13,125. 11. Виктор Шульга — 12,275. 12. Николай Лешкевич — 11,4.
Этюды-100.
 Виктор Шульга — 22,6. Дмитрий Камчицкий — 12,15.  Пётр Кожановский — 10,0. 4.Григорий Кравцов — 8,9. 5. Александр Коготько — 8,45. 6. Виталий Ворушило — 6,625.
Примечание. Александр Ляховский снял свою подборку этюдов с соревнований.
Задачи-100.
 Пётр Матус — 35,125. Анатолий Шабалин — 34,375.  Николай Бобровник — 33,375. 4.Александр Ляховский — 29,5. 5.Александр Шурпин — 24,375. 6. Николай Крышталь — 21,5.
Дамочные проблемы-100.
 Виктор Шульга — 23,25 очка.  Николай Грушевский — 21,25. Дмитрий Камчицкий — 20,375.4.Пётр Кожановский — 18,25.5.Виталий Ворушило — 12,875.6.Александр Коготько — 0.

## Награждение
Победителю каждого раздела присвоено звание чемпиона Республики Беларусь по шашечной композиции. Они награждены дипломами I степени, медалями. Участники, занявшие второе и третье места, награждены соответственно дипломами II и III степени, медалями.